# 岩井俊憲
岩井 俊憲（いわい としのり、1947年 - ）は、日本のカウンセラー。

## 来歴
栃木県鹿沼市出身。栃木県立鹿沼高等学校を経て、1970年に早稲田大学商学部を卒業。外資系企業の管理職などを経て、1985年有限会社ヒューマン・ギルドを設立、代表取締役に就任。
アドラー心理学カウンセリング指導者。上級教育カウンセラー。

## 著書

### 単著
1990年代
- 『人を動かす人に29の切り札 有能なだけでは必ず孤立する』青春出版社プレイブックス 1992
- 『人はだれに心をひらくのか アドラー心理学による「カウンセリング・マインド」の育て方』PHP研究所 1997
- 『子ども・生徒・学生をうま～く動かす心理学』学事出版 1999

2000年代
- 『アドラー心理学によるカウンセリング・マインドの育て方 人はだれに心をひらくのか』コスモス・ライブラリー 2000
- 『勇気づけの心理学』金子書房 2002
- 『こころの壁を乗り越える生き方の知恵 実践ケーススタディで学ぶ勇気と自信が湧いてくる自己変革ノウハウ』ビジネス社 2005
- 『ものの言い方ひとつで自分も周りも幸せになる大人の心理術』明日香出版社 2007
- 『心の雨の日の過ごし方 失意の時こそ、人生味わい深くなる』PHP研究所 2009
- 『変革の時代の経営者・管理者のコミュニケーション』アルテ 2009

2010年代
- 『勇気づけのリーダーシップ心理学』学事出版 2010
- 『図解伝わる!ように「話せる力」』明日香出版社 2011
- 『アドラー心理学によるリーダーの人間力の育て方 なぜ「あの人」に人はついていくのか』アルテ 2013
- 『カウンセラーが教える「自分を勇気づける技術」』同文舘出版 2013
- 『失意の時こそ勇気を  心の雨の日の過ごし方』コスモス・ライブラリー 2013
- 『ありのままの自分を認める 人生を成功に導くアドラー心理学』宝島社 2014
- 『「もう疲れたよ…」にきく8つの習慣 働く人のためのアドラー心理学』朝日新聞出版 2014 ISBN 978-4-02-251197-3
  - 『働く人のためのアドラー心理学 「もう疲れたよ…」にきく8つの習慣』朝日新聞出版〈朝日文庫〉、2016年5月。ISBN 978-4-02-261859-7。
- 『人間関係が楽になるアドラーの教え』大和書房、2014年9月。ISBN 978-4-479-79451-6。
  - 『人間関係が楽になるアドラーの教え』大和書房〈だいわ文庫〉、2018年6月。ISBN 978-4-479-30708-2。
- 『7日間で身につける!アドラー心理学ワークブック』宝島社、2014年10月。ISBN 978-4-8002-3225-0。
- 『人生が大きく変わるアドラー心理学入門』かんき出版、2014年12月。ISBN 978-4-7612-7054-4。
- 『つながる勇気 アドラー心理学がよくわかる動物たちのフォトブック』マキノ出版、2015年1月。ISBN 978-4-8376-7219-7。
- 『アドラー心理学が教える新しい自分の創めかた』学研パブリッシング、2015年6月。ISBN 978-4-05-406279-5。
- 『親と子のアドラー心理学 勇気づけて共に育つ』キノブックス、2015年7月。ISBN 978-4-908059-09-4。
- 『アドラー流人をHappyにする話し方』三笠書房〈王様文庫〉、2015年7月。ISBN 978-4-8379-6758-3。
- 『アドラー流一瞬で心をひらく聴き方』かんき出版、2016年2月。ISBN 978-4-7612-7145-9。
- 『感情を整えるアドラーの教え』大和書房、2016年4月。ISBN 978-4-479-79520-9。
  - 『感情を整えるアドラーの教え』大和書房〈だいわ文庫〉、2018年10月。ISBN 978-4-479-30724-2。
- 『自分を勇気づけるアドラー心理学7つの知恵』ベストセラーズ、2016年5月。ISBN 978-4-584-13726-0。
- 『2時間で折れない心を手に入れるアドラー心理学』宝島社、2016年8月。ISBN 978-4-8002-5996-7。
- 『人を育てるアドラー心理学 最強のチームはどう作られるのか』青春出版社、2016年8月。ISBN 978-4-413-23011-7。
- 『アドラー流「自信」が生まれる本 気づかなかった魅力が見つかる「3つの質問」』三笠書房〈王様文庫〉、2017年5月。ISBN 978-4-8379-6821-4。
- 『男と女のアドラー心理学』青春出版社、2017年9月。ISBN 978-4-413-23052-0。
- 『アドラー流人ともっとHappyになるつき合い方』三笠書房〈王様文庫〉、2018年11月。ISBN 978-4-8379-6878-8。
- 『「勇気づけ」でやる気を引き出す!アドラー流リーダーの伝え方』秀和システム、2019年1月。ISBN 978-4-7980-5581-7。

2020年代
- 『経営者を育てるアドラーの教え』致知出版社、2020年2月。ISBN 978-4-8009-1226-8。
- 『アドラーに学ぶ70歳からの人生の流儀』毎日新聞出版、2020年2月。ISBN 978-4-620-32623-8。
- 『アドラー流「へこまない心」のつくり方 自分を勇気づける小さなコツ』三笠書房〈王様文庫〉、2020年9月。ISBN 978-4-8379-6943-3。
- 『アドラーが教えてくれた「ふたり」の心理学』青春出版社〈青春文庫〉、2021年6月。ISBN 978-4-413-09780-2。
- 『アドラー心理学 愛と勇気づけの子育て』方丈社、2021年7月。ISBN 978-4-908925-82-5。

### 共著
- 『ぼく、お母さんの子どもでよかった アドラー心理学の愛と勇気づけの子育て』坂本洲子共著 PHP研究所 1997
- 『よい子のお母さんは聴き上手 子どもの愛と勇気を育てる知恵』志道不二子共著 PHP文庫 2007
- 『子育ていきいきアドバイスブック 親の愛と勇気づけで子どもは伸びる!』志道不二子共著 海竜社 2008
- 『子どもを勇気づける教師になろう! アドラー心理学で子どもが変わる』永藤かおる共著 金子書房 2013
- 『今日から始める学級担任のためのアドラー心理学 勇気づけで共同体感覚を育てる』会沢信彦共編著 図書文化社 2014
- 『マンガでやさしくわかるアドラー心理学』星井博文シナリオ制作 深森あき作画 日本能率協会マネジメントセンター 2014
- 『看護師のためのアドラー心理学 人間関係を変える、心に勇気のひとしずく』日本医療企画、2017年10月。ISBN 978-4-86439-616-5。長谷静香との共著。

### 翻訳
- アルフレッド・アドラー著 ウォルター・ベラン・ウルフ編『アドラーのケース・セミナー ライフ・パターンの心理学』一光社 2004